# Alfonso Rodríguez Gómez de Celis
Alfonso Rodríguez Gómez de Celis (Sevilla, 29 de julio de 1970) es un político español, militante del PSOE y exteniente de alcalde delegado de Presidencia y Urbanismo del Ayuntamiento de Sevilla. En la actualidad ocupa el cargo de vicepresidente primero del Congreso de los Diputados.

## Biografía
Nació en el barrio del Polígono de San Pablo, donde ha vivido hasta la edad adulta. Actualmente tiene su residencia en el popular barrio de Triana.
Diploma de Estudios Avanzados (D.E.A.) en el doctorado de Administración de Empresas y Marketing en la Universidad de Sevilla en junio de 2009.
Grado en Derecho en la Universidad Nebrija. Licenciado en Ciencias del Trabajo por la Universidad Rey Juan Carlos de Madrid y diplomado en Relaciones Laborales en la Universidad de Sevilla. 
Es experto en Gestión Local por la Universidad de Sevilla y diploma de Estudios Avanzados (D.E.A.) en el doctorado de Administración de empresas y marketing de la Universidad de Sevilla.
Es asesor laboral y fiscal habiendo ejercido como tal desde 1994 a 1998. 
Asimismo, ha sido profesor colaborador de la Universidad de Sevilla, en la Facultad de Ciencias del Trabajo, dentro del Departamento de Derecho del Trabajo y de la Universidad Internacional de Andalucía, en la Maestría en Gestión Pública del Turismo: sostenibilidad y competitividad. Es profesor visitante en la Universidad de York St. John en MA Liderazgo y Gestión.

## Actividad política
Sus comienzos en política se desarrollan el ámbito estudiantil, tanto en bachillerato, como en la Universidad, a lo largo de toda la década de los 80. Fue claustral y miembro de la Junta de Gobierno de la Universidad de Sevilla. Su salto a la vida pública coincide con las movilizaciones estudiantiles en contra de la LOGSE, de finales de los 80, siendo una de las figuras destacadas de la Unión de Estudiantes y uno de los artífices de los acuerdos con el Ministerio de Educación.
En 1987 se afilia a Juventudes Socialistas, donde llega a ser elegido vicepresidente del Comité Federal. Posteriormente ingresa en el PSOE llegando a ser el máximo responsable orgánico para Sevilla capital.
Entre los años 1998 y 2003 desempeñó el cargo de director provincial de Sevilla del Instituto Andaluz de la Juventud de la Consejería de Presidencia de la Junta de Andalucía.
Elegido concejal por el Partido Socialista en el Ayuntamiento de Sevilla en mayo de 2003 desempeñó desde junio del mismo año la Tenencia de Alcaldía de Economía e Industria, así como la Delegación del Distrito Nervión-San Pablo.
Posteriormente fue teniente de alcalde delegado de Presidencia y portavoz del Gobierno, del Ayuntamiento de Sevilla, ostentando las competencias políticas en materia turística de la ciudad y siendo el responsable de otros proyectos, como por ejemplo el Metro_Centro y la peatonalización del casco histórico.
Dirigió la campaña del PSOE en la capital andaluza para las elecciones de mayo de 2007, tras las cuales fue nombrado teniente de alcalde delegado de Presidencia y Hacienda del Ayuntamiento de Sevilla, y responsable del Área de Coordinación, así como portavoz del Grupo Municipal Socialista.
Entre septiembre de 2008 y abril de 2010 el alcalde de Sevilla, Alfredo Sánchez Monteseirín, le encomendó las competencias en materia urbanística de la ciudad de Sevilla.
Secretario general de Vivienda en Andalucía, desde abril del 2010 hasta el 16 de febrero de 2012.
Diputado del PSOE-A en el Parlamento de Andalucía en las elecciones del 25 de marzo de 2012 por la provincia de Sevilla. El 19 de junio de 2018 se convierte en el delegado del Gobierno en Andalucía. Es relevado en marzo de 2019 para presentarse a las elecciones generales en la provincia de Sevilla. Elegido al Congreso, es designado vicepresidente segundo de la Camára en mayo. Después de las elecciones generales de noviembre, fue nombrado vicepresidente primero.

## Enlaces
- Blog de Alfonso Rodríguez Gómez de Celis
- Parlamento de Andalucía
- Ayuntamiento de Sevilla
- Grupo Socialista del Ayuntamiento de Sevilla Archivado el 28 de agosto de 2008 en Wayback Machine.

- Datos: Q5667136
- Multimedia: Alfonso Rodríguez Gómez de Celis / Q5667136